# Ambasada RP w Tokio
Ambasada Rzeczypospolitej Polskiej w Tokio (jap. 駐日ポーランド共和国大使館 zai-Nichi Pōrando-kyōwakoku Taishikan) – polska ambasada w stolicy Japonii. Od 15 października 2019 placówką kieruje ambasador Paweł Milewski.

## Struktura placówki
- Wydział Polityczno-Ekonomiczny[1]
  - Referat ds. Konsularnych[2]
- Wydział ds. Administracyjno-Finansowych
- Wydział Promocji Handlu i Inwestycji[3]
- Attachat Obrony, Wojskowy, Morski i Lotniczy[1]
- Instytut Polski w Japonii[4]
- Zagraniczny Ośrodek Polskiej Organizacji Turystycznej w Tokio[3]

## Historia
Japonia uznała niepodległość Polski w marcu 1919. W sierpniu 1920, Józef Targowski został pierwszym oficjalnym przedstawicielem RP w Japonii. W latach międzywojennych funkcjonowały polskie konsulaty honorowe w Osace (od 1926) i Jokohamie (od 1934). W 1937 relacje dyplomatyczne podniesiono ze szczebla poselstw do rangi ambasad. Mimo że w czasie II wojny światowej Japonia była sojusznikiem Niemiec, rząd japoński zlikwidował polską ambasadę dopiero w październiku 1941. Dwa miesiące później Polska wypowiedziała Japonii wojnę.
Ponowne nawiązanie stosunków dyplomatycznych miało miejsce w 1957. W tym samym roku przybył do Japonii Tadeusz Żebrowski – pierwszy powojenny ambasador Polski w Tokio. W 2001 otwarto nowy budynek Ambasady RP w Tokio.

## Konsulat honorowy RP w Japonii
Konsulat honorowy RP znajduje się w Kobe oraz w Hiroszimie.